# カムラリ
カムラリ、カマイヤ、カマラリはテライ西方のネパールでみられる強制労働の仕組み 。反対運動の末いずれも2000年と2006年に廃止された。